# WPA3
WPA3 (Wi-Fi Protected Access 3), en español «Acceso Wi-Fi protegido 3», es el sucesor de WPA2 que fue anunciado en enero de 2018, por la Wi-Fi Alliance. El nuevo estándar utiliza cifrado de 128 bits en modo WPA3-Personal (192 bits en WPA3-Enterprise) y confidencialidad de reenvío. El estándar WPA3 también reemplaza el intercambio de claves pre-compartidas con la autenticación simultánea de iguales, lo que resulta en un intercambio inicial de claves más seguro en modo personal. La Wi-Fi Alliance también afirma que WPA3 reducirá los problemas de seguridad que plantean las contraseñas débiles y simplificará el proceso de configuración de dispositivos sin interfaz de visualización.

## Características principales[7]
Autenticación más robusta con SAE (Simultaneous Authentication of Equals):
- WPA3 reemplaza el protocolo de intercambio de claves PSK (Pre-Shared Key) de WPA2 con SAE, basado en el protocolo de intercambio de claves de contraseña Dragonfly.

Protección mejorada para redes públicas (WPA3-Personal):
- En redes abiertas (sin contraseña), WPA3 introduce OWE (Opportunistic Wireless Encryption), que cifra automáticamente el tráfico entre dispositivos, incluso si no hay autenticación.
- Esto evita que alguien capture datos fácilmente en redes abiertas.

Seguridad mejorada para entornos empresariales (WPA3-Enterprise):
- WPA3 ofrece una opción de cifrado de 192 bits para redes empresariales, proporcionando una capa de seguridad más fuerte que el cifrado de 128 bits usado en WPA2.

Protección contra ataques Man in the middle (MitM):
- Gracias al uso de cifrado individualizado para cada conexión, es más difícil interceptar y modificar el tráfico.

Transición simplificada desde WPA2:
- WPA3 es compatible con WPA2 mediante un modo de transición que permite a los dispositivos utilizar ambos estándares en la misma red.

## Comparación con WPA2
| Característica           | WPA2                                              | WPA3                                                |
| ------------------------ | ------------------------------------------------- | --------------------------------------------------- |
| Protocolo de intercambio | PSK (Pre-Shared Key)                              | SAE (Simultaneous Authentication of Equals)         |
| Resistencia a ataques    | Susceptible a ataques de diccionario sin conexión | Resistente a ataques de diccionario sin conexión    |
| Perfect Forward Secrecy  | No                                                | Si                                                  |
| Cifrado                  | 128 bits                                          | Hasta 192 bits (modo Enterprise)                    |
| Redes abiertas           | Sin cifrado                                       | Cifrado con OWE (Opportunistic Wireless Encryption) |